# Saison 3 d'Alice Nevers : Le juge est une femme
Chronologie
Saison 2 Saison 4
Cet article présente les épisodes de la troisième saison de la série télévisée Alice Nevers : Le juge est une femme.

## Distribution
- Marine Delterme : Alice Nevers, juge d'instruction
- Arnaud Binard : Lieutenant Sylvain Romance
- Jean Dell : Édouard Lemonnier, greffier
- Alexandre Brasseur : Lieutenant Guérand
- Daniel-Jean Colloredo : Le médecin légiste
- Anne-Marie Philipe : La présidente du tribunal

## Liste des épisodes

### Épisode 1:Ficelle
- France : 24 janvier 2005 sur TF1

- France : 8,74 millions de téléspectateurs (36.7 % de part de marché)[réf. nécessaire] (première diffusion)

- Aure Atika : Céline
- Bernadette Lafont : Marie Bertrand
- Bernard Alane : Philippe Delmont
- Christian Bouillette : Hervé Bertrand
- Sylvain Jacques : Gilles Bertrand
- Arthur Chazal : Clément
- Jean-Pierre Germain : Fabien Merlot
- Marc Bertolini : Le gardien du foyer
- Micheline Dieye : Madame Jouvet
- Juliette Chêne : Léa
- Élise Otzenberger : Laëtitia
- Jean-François Pastout : Le contremaître
- Jean-François Vlérick : L'avocat
- Sylvain Thirolle : Le concierge
- Roch-Paul Andréi : Le réceptionniste de l'hôtel
- Solange Labat : Femme de ménage
- Thomas Walch : Journaliste

### Épisode 2:La Dernière Étoile
- France : 30 janvier 2005 sur TF1

- France : 8,84 millions de téléspectateurs (36.4 %)[réf. nécessaire] (première diffusion)

- Jean-Claude Dreyfus : Jacques Villeroy
- Bruno Slagmulder : Thomas Claret
- Thérèse Liotard : Véronique Claret
- Mélanie Leray : Henriette
- Marco Bisson : Sotereau
- Andrée Damant : La mère d'Antoine
- Audrey Langle : Neily
- Agnès Akopian : Domestique Claret
- Julie Turin : Infirmière
- Anna Paradisi : Fille agence de voyages
- Brigitte Dupas : Maîtresse de maison
- Daniel Porret : Médecin hôpital
- Vanessa Valence : Hôtesse institut